# Friedrich Böhme (Maler)
Friedrich Wilhelm Georg Paul Böhme (* 13. September 1898 in Dresden; † 11. April 1975 in Bayreuth) war ein deutscher Maler und Bildhauer.

## Biografie
Böhme war ein Sohn des Fabrikanten Friedrich Wilhelm August Karl Böhme. Er studierte von 1928 bis 1933 an der Kunstakademie Dresden bei Karl Albiker. Vor seiner akademischen Ausbildung hatte er Südeuropa bereist, durchquerte zu Fuß die iberische Halbinsel und verdingte sich als Kunstschmied in Florenz. Nach einem weiteren Wanderjahr, das durch Mallorca, das spanische Festland und Italien führte, eröffnete er 1934 ein Bildhaueratelier in Dresden. Nach 1945 baute er sich in Bayreuth erneut eine Existenz als Künstler auf. Er zählt zu den Gründungsmitgliedern der Freien Gruppe Bayreuth.
Von den Arbeiten vor 1945 haben sich in Privatbesitz nur wenige Blätter – meist Kohle- und Rötelzeichnungen – erhalten. Die Stadt Bayreuth besitzt noch einige Tempera- und Ölgemälde, weitere Arbeiten befinden sich in Privatbesitz.